# Jesús Blázquez
Jesús Alfonso Blázquez González, (Cebreros, Ávila, 1962), historiador, biógrafo y documentalista español.

## Biografía
Licenciado en Geografía e Historia en la Universidad Complutense de Madrid. Cursó los estudios de doctorado en Historia Medieval en esa misma Universidad. Realizó estudios de postgrado en la Escuela Archiveros y Bibliotecarios de la Biblioteca Nacional de España, donde obtuvo el correspondiente título académico en dichas disciplinas. Ha ocupado diversos cargos en La Biblioteca Nacional de España, la Comunidad de Madrid y en una misión diplomática. Ha participado en numerosos seminarios y conferencias en España, el Reino Unido, Austria y los Estados Unidos de América.
La carrera profesional de Jesús Blázquez combina su dedicación a la Documentación con sus investigaciones históricas, biográficas, filológicas y de crítica literaria. En cuanto a su labor como documentalisa, es uno de los pioneros españoles en la promoción del uso y de las aplicaciones de Internet en bibliotecas y centros de documentación, así como en la creación de páginas web de misiones diplomáticas. 
Como historiador se ha dedicado a los estudios medievales durante sus primeros años de actividad académica. En los últimos años, se ha centrado en el estudio de la Historia de la vida social y cultural de España durante el primer tercio del siglo XX. 
Blázquez es autor de la obra Miguel de Unamuno y Bernardo G. de Candamo: Amistad y Epistolario (1899-1936), una biografía que repasa las relaciones personales y literarias del rector de la Universidad de Salamanca con el escritor y crítico literario Bernardo G. de Candamo (1881-1967), olvidado miembro del Modernismo y de la Generación del 98. Esta biografía historia los casi cuarenta años de amistad entre sus dos protagonistas y aporta un epistolario de cerca de cien cartas, inéditas en su inmensa mayoría. Se trata, sin duda alguna, de uno de los epistolarios más relevantes de Miguel de Unamuno por la calidad literaria de las cartas incluidas en la obra y porque desveló datos biográficos sobre ambos escritores hasta entonces desconocidos por los estudiosos.

## Obras
- Miguel de Unamuno y Bernardo G. de Candamo: Amistad y Epistolario (1899-1936), Ediciones 98, Madrid, 2007
- Sobre el nombre de Cebreros, Cuadernos abulenses, Nº. 26, 1997 , pags. 195-230.
- "Un diálogo quebrado (Letras catalanas y castellanas)", El País, 28 de marzo de 2009.
- Bernardo G. de Candamo, escritor modernista miembro de la Generación del 98 (enlace roto disponible en Internet Archive; véase el historial, la primera versión y la última)., Boletín de la Asociación de la Prensa de Madrid, número 67, marzo de 2007.
- Aplicaciones y usos de Internet en las Bibliotecas y Centros de Documentación, Internet World'96, Madrid: AUI, 1996.
- Bernardo G. de Candamo. Semblanza de un ateneista, Ateneistas Ilustres III, Ateneo de Madrid, Madrid, 2008.
- Bernardo G. de Candamo, Diccionario Biográfico Español, Real Academia de la Historia, Madrid, 2009.
- Luis G. de Candamo, Diccionario Biográfico Español, Real Academia de la Historia, Madrid, 2009.
- Leandro Oroz, Diccionario Biográfico Español, Real Academia de la Historia, Madrid, 2009.
- Refugio Intelectual, ABC, Madrid, 26 de octubre de 2008.